# Hermandad penitencial del Santísimo Cristo de la Buena Muerte (Zamora)
La hermandad penitencial del Santísimo Cristo de la Buena Muerte es una cofradía religiosa católica de la ciudad de Zamora. Forma parte de la Semana Santa de Zamora con su procesión del Lunes Santo. Fue fundada en el año 1974 y realizó su primera salida el 25 de marzo de 1975.

## Desfile

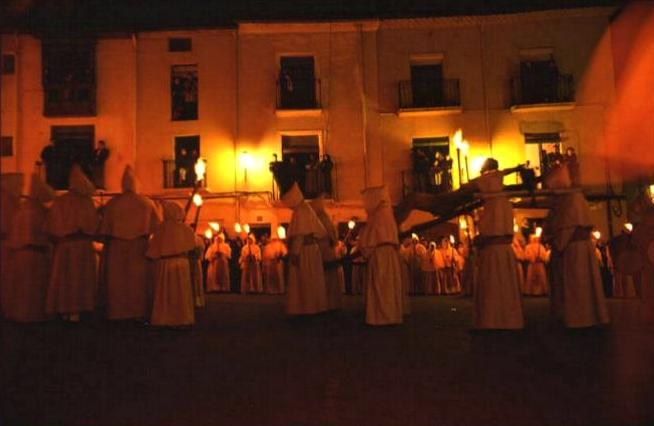
Noche del lunes santo en Zamora.

La hermandad, formada por unos quinientos miembros, tiene su sede en la iglesia de San Vicente Mártir, donde se rinde culto a la imagen y lugar del que sale y al que llega la procesión. La imagen es la única de Zamora que se procesiona inclinada.
Comienza a las doce de la noche del lunes santo, callejeando por el casco antiguo, donde en Balborraz se canta el Jerusalem, Jesuralem hasta llegar a la plaza de Santa Lucía, donde el coro entona de nuevo el tradicional Jerusalem, Jesuralem. El coro entona también otras composiciones como, Pater, Sitio, Tenebrae entre otras a lo largo del recorrido hasta que se recoge hacia las dos de la madrugada en la misma iglesia donde en ese momento se entona el Vexila Regis. 
Los penitentes visten hábito monacal blanco con capucha, sandalias y faja. Portan también una tea.

## Imagen
Se trata de una escultura en madera policromada que representa un cristo crucificado, pero calmado, en una sensación de paz. El primer documento que refleja la existencia de la imagen data del año 1855. En el 1945 se traslada a su emplazamiento actual. Desde esa fecha ha sido sometida a varias restauraciones, ya que la talla estaba en un estado de conservación muy malo.
Esta tallado a mano por Gaspar Becerra.
La imagen no es portada en una mesa como es tradicional, sino en unas sencillas andas diseñadas para ser portadas por 8 hermanos, con una inclinación de unos 30 grados.

## Galería

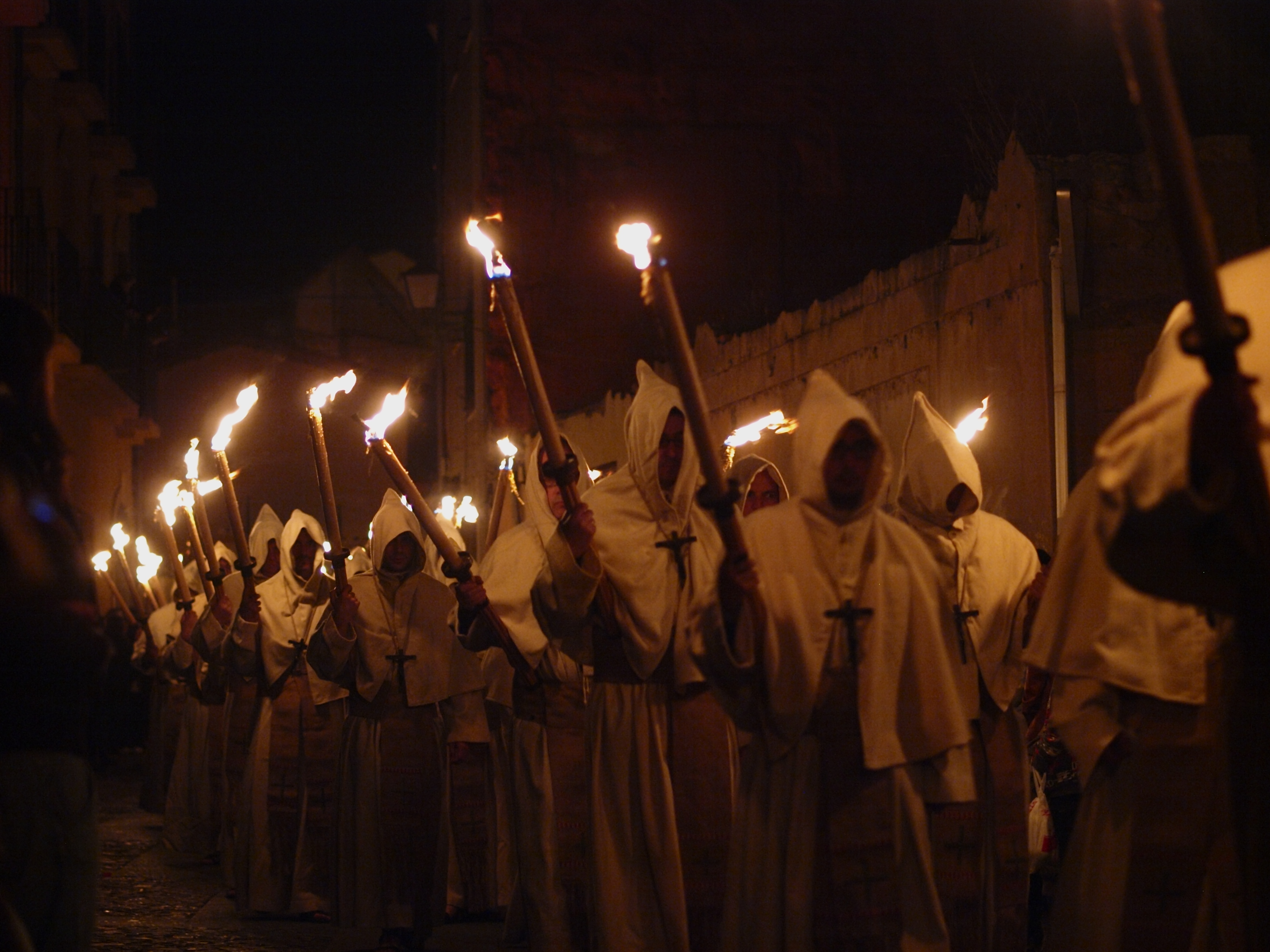
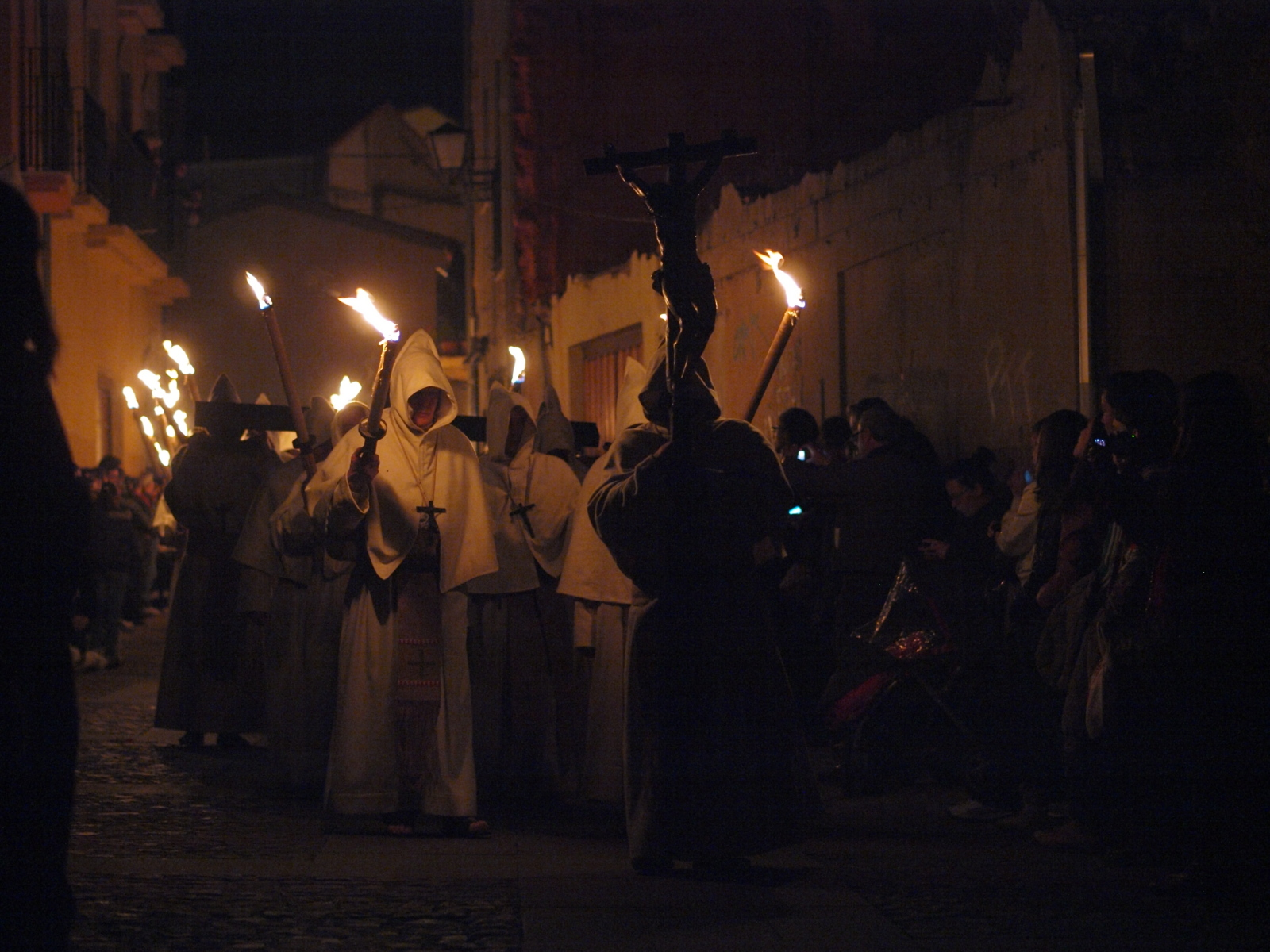
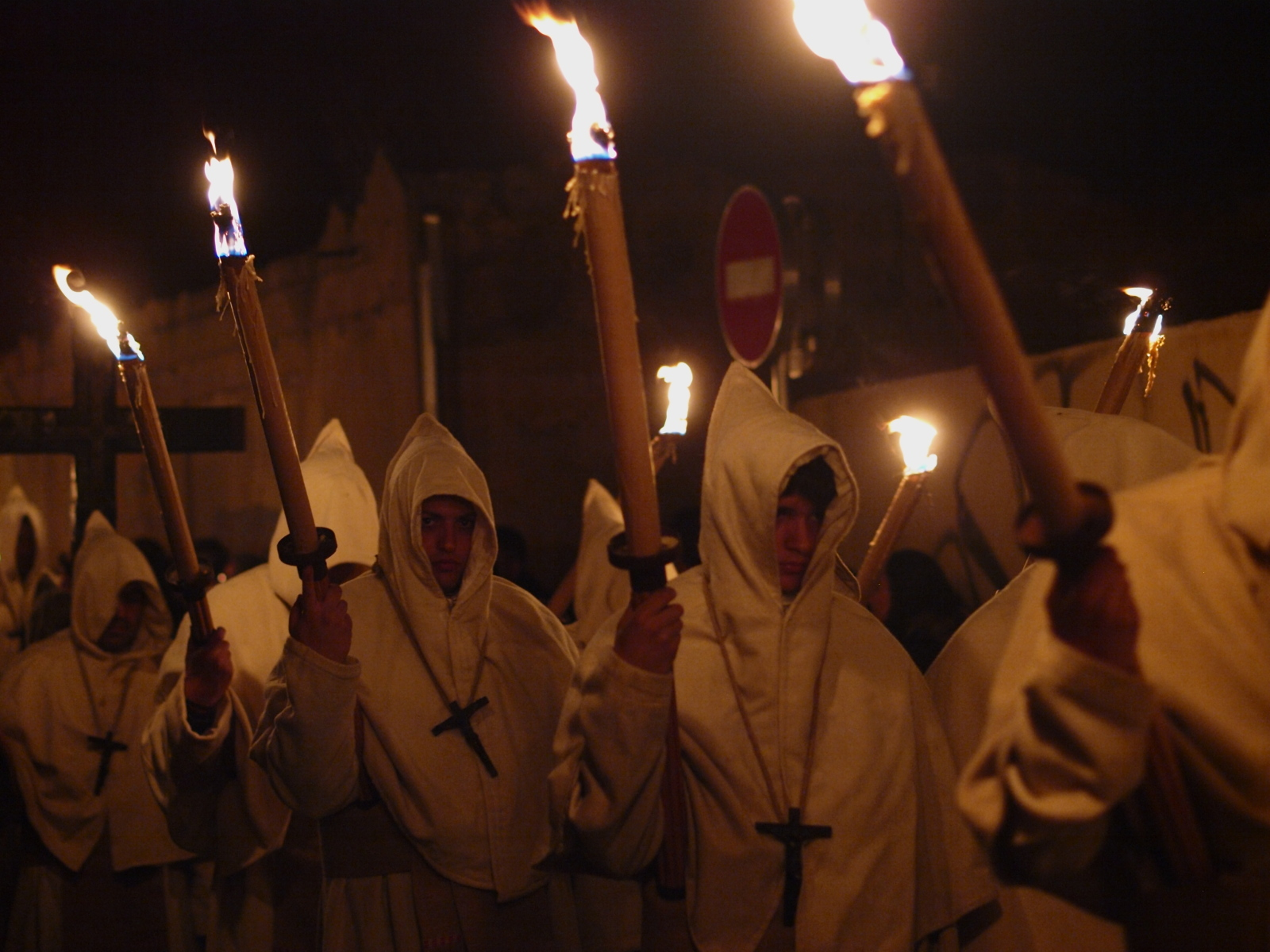
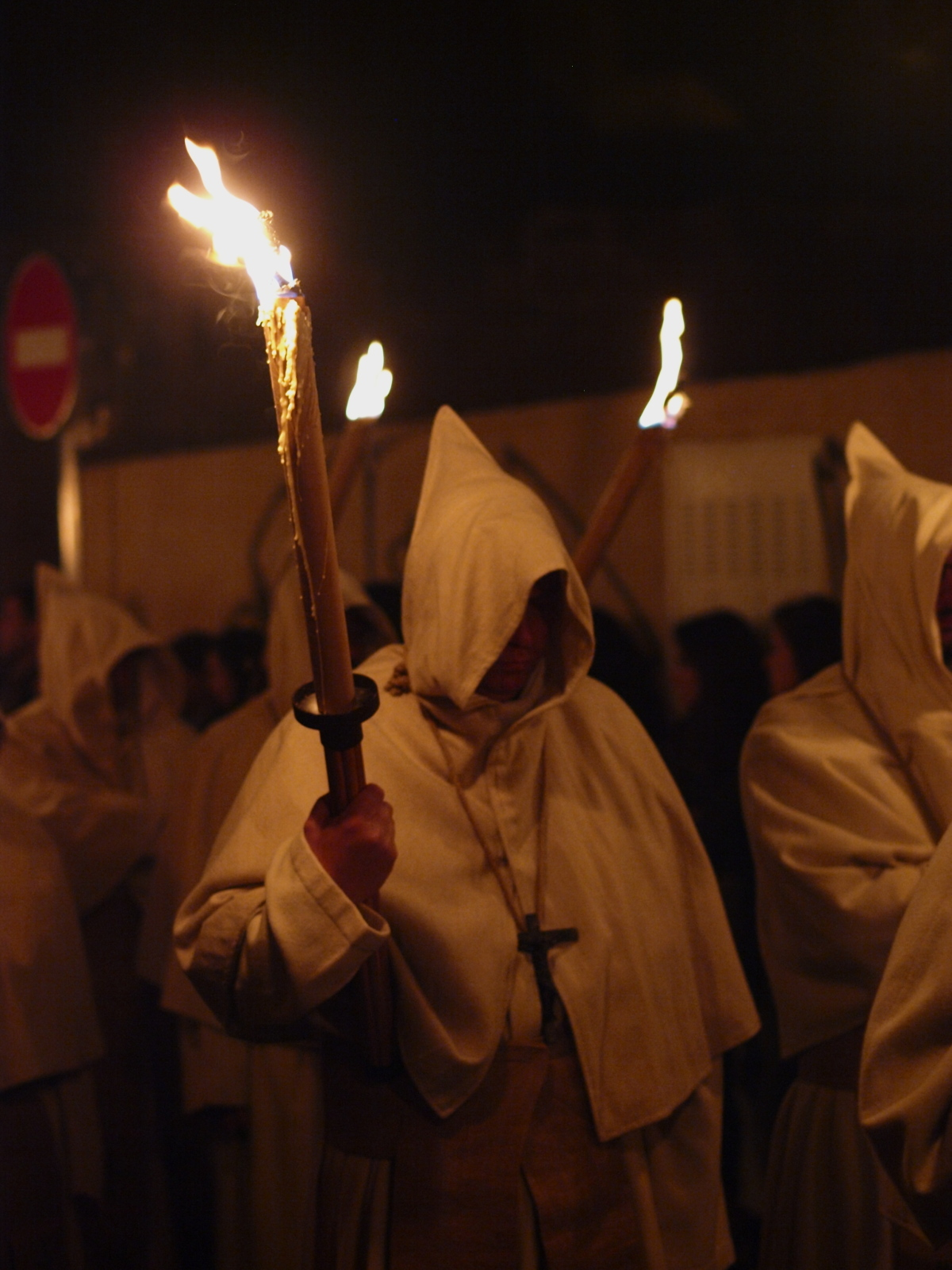
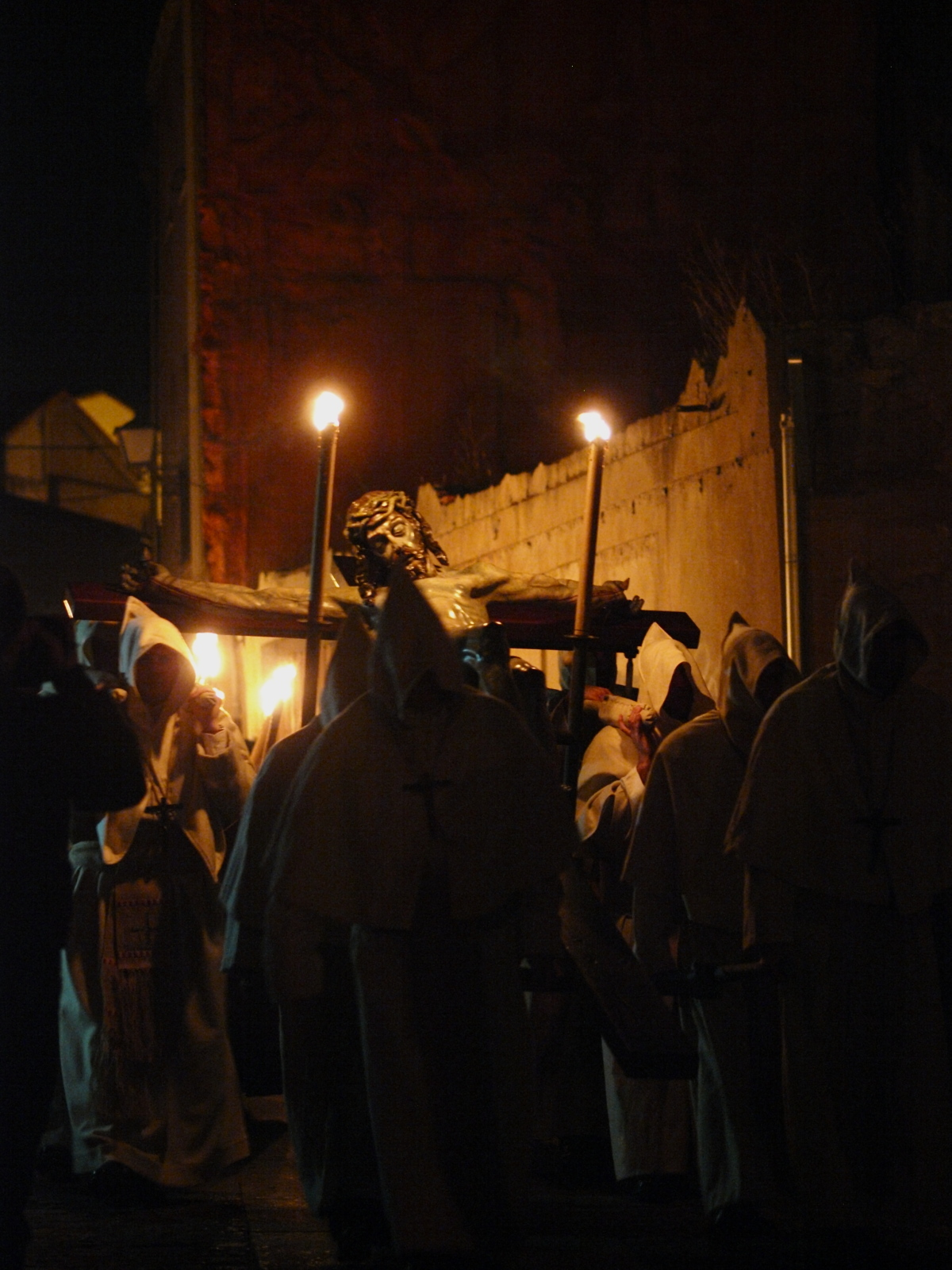
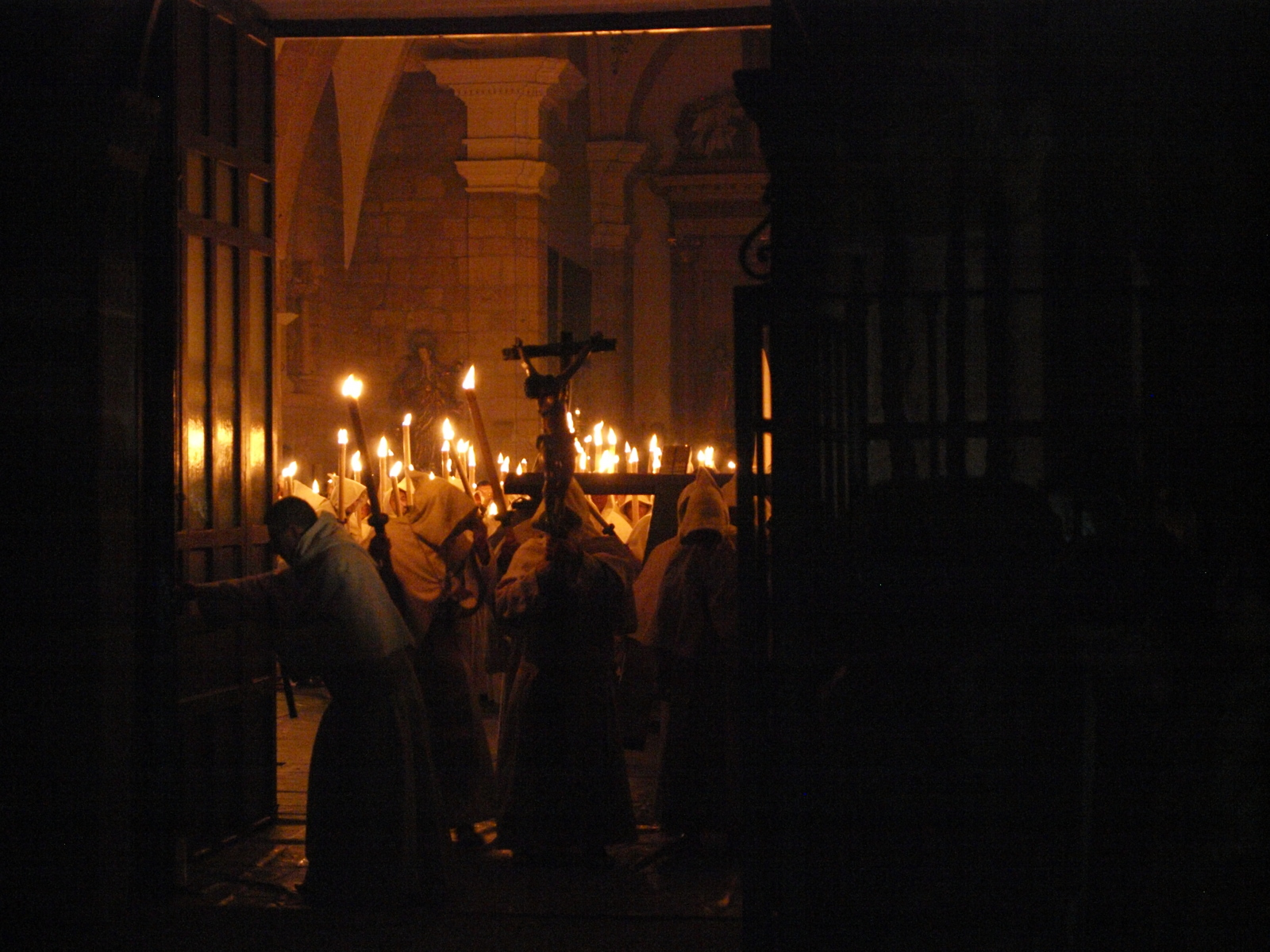
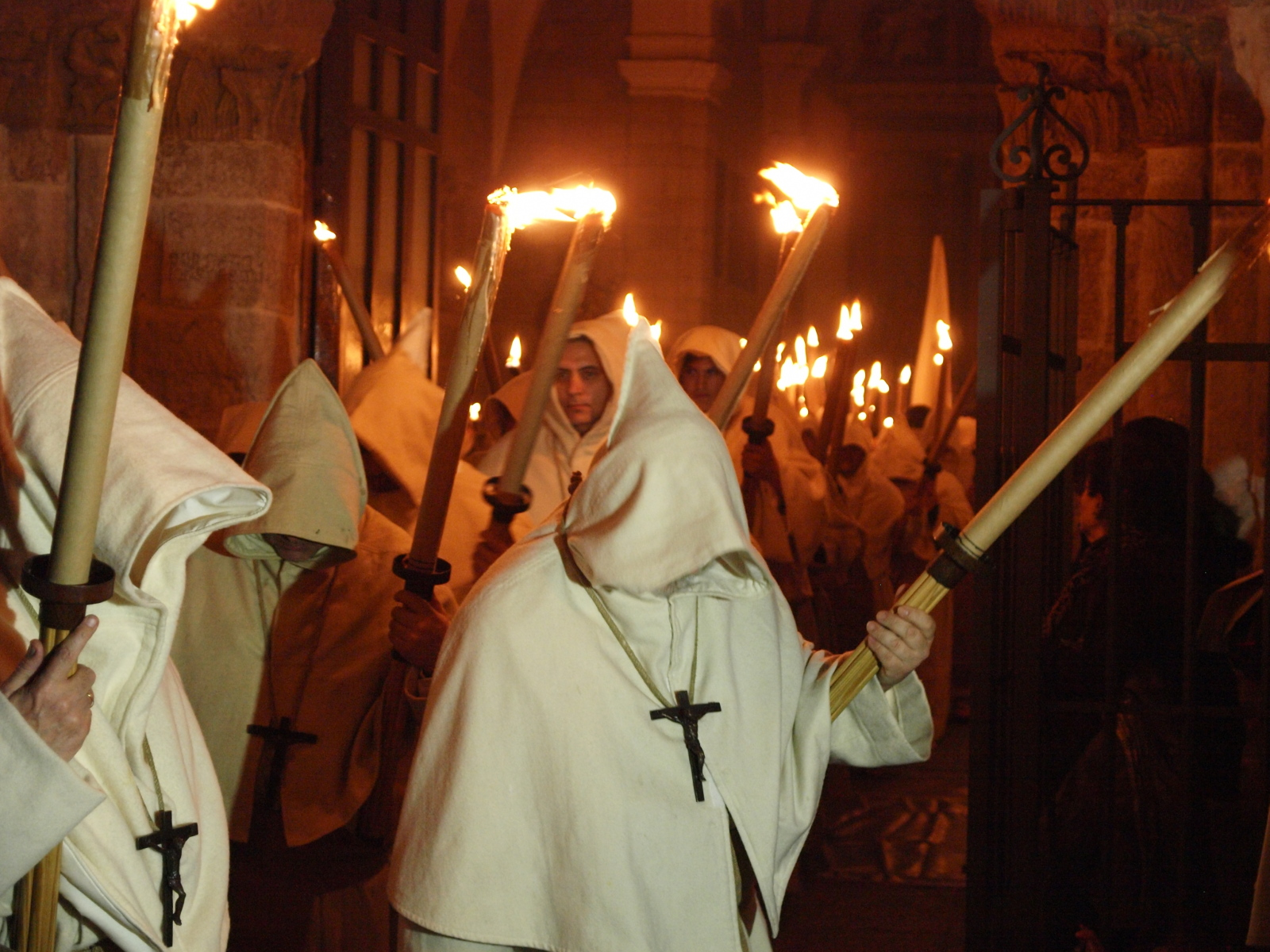
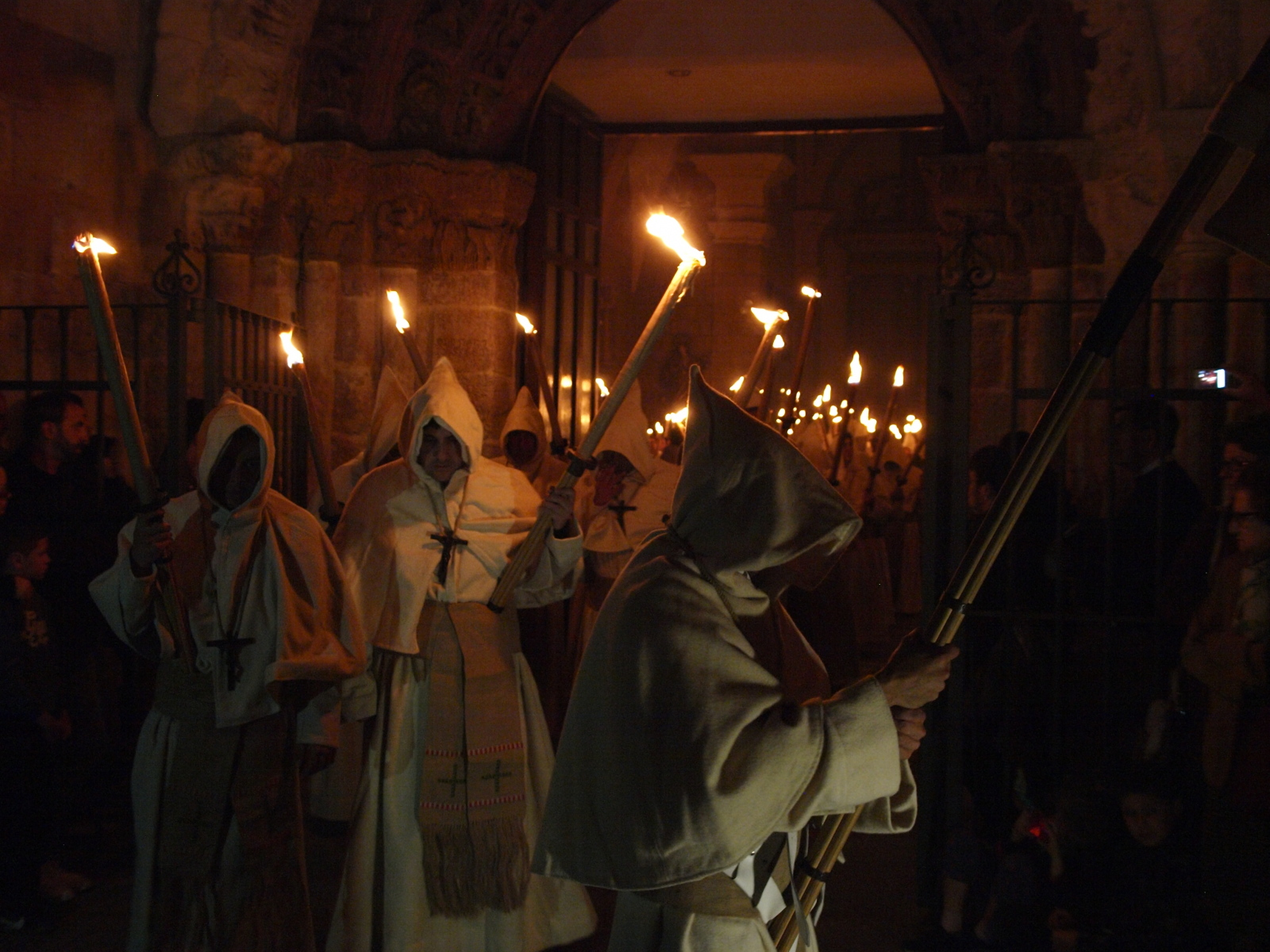
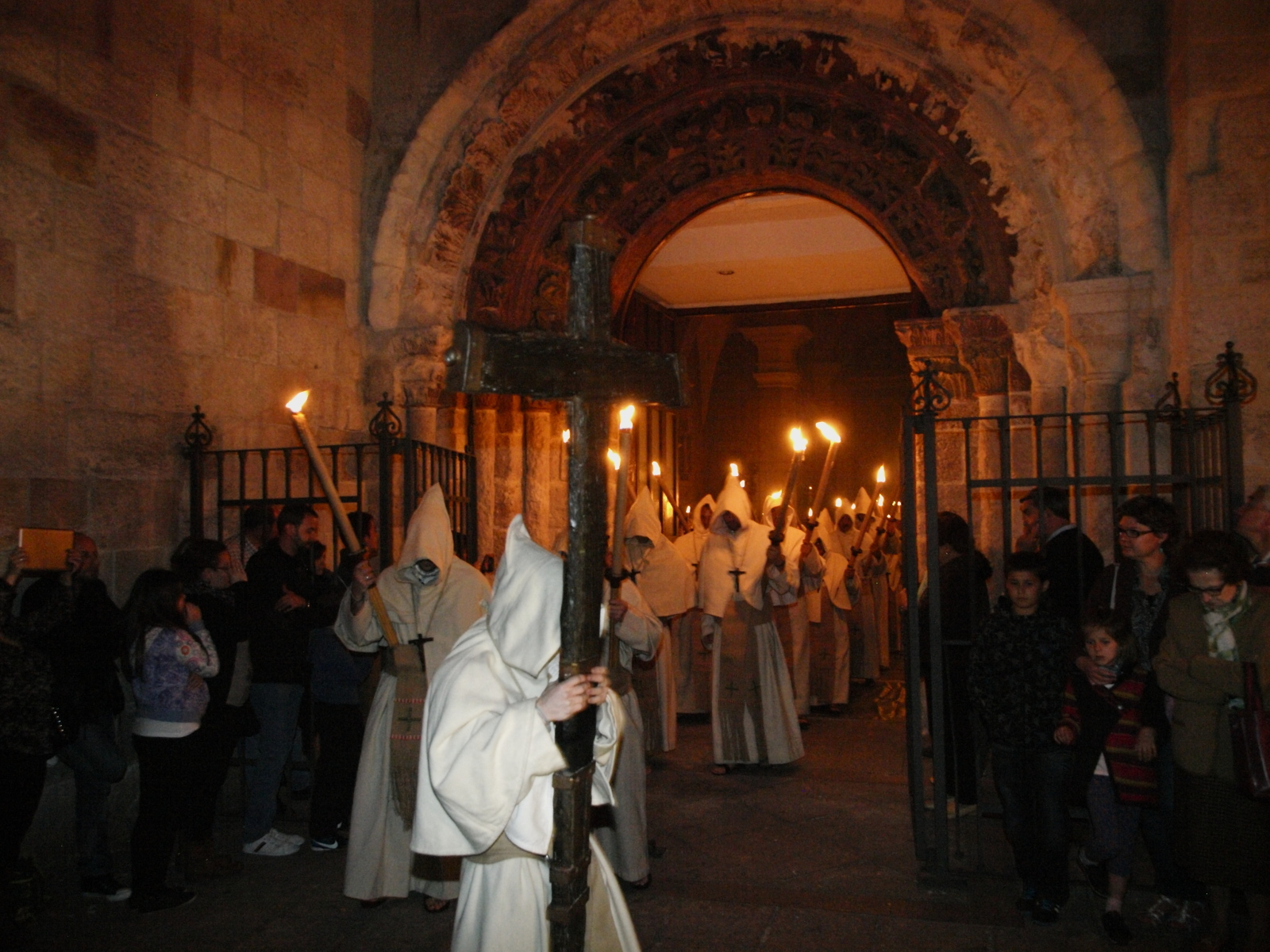